# Вільям Воллас (веслувальник)
Вільям Воллас (англ. William Wallace, 12 квітня 1904 — 20 липня 1967) — канадський академічний веслувальник.
Срібний призер Олімпійських Ігор 1924 року в складі вісімки.